# Tameo Ide
Tameo Ide (n. 27 noiembrie 1908, Japonia – d. 17 august 1998, Japonia) a fost un fotbalist japonez.

## Statistici
| Japonia | Japonia | Japonia |
| An      | Meciuri | Goluri  |
| ------- | ------- | ------- |
| 1930    | 1       | 0       |
| Total   | 1       | 0       |